# Râul Lențea
Râul Lențea este un afluent al râului Cârcinov.

## Hărți
- Harta Județul Argeș